# (7830) Akihikotago
(7830) Akihikotago es un asteroide perteneciente al cinturón de asteroides, descubierto el 24 de febrero de 1993 por Yoshio Kushida y el también astrónomo Osamu Muramatsu desde el Yatsugatake-Kobuchizawa Observatory, Japón.

## Designación y nombre
Designado provisionalmente como 1993 DC1. Fue nombrado en honor a Akihiko Tago (n. 1932), a quien se le atribuye el descubrimiento de los cometas C/1968 H1 (Tago-Honda-Yamamoto), C/1969 T1 (Tago-Sato-Kosaka), C/1987 B1 (Nishikawa-Takamizawa-Tago) (y un descubrimiento independiente de C/1970 U1) y la nova V2313 Oph de 1994. En el Observatorio Municipal Satsuki en Yanahara, Okayama, Tago trabaja como instructor, difundiendo la astronomía, especialmente entre los jóvenes.

## Características orbitales
Akihikotago está situado a una distancia media del Sol de 2,389 ua, pudiendo alejarse hasta 2,771 ua y acercarse hasta 2,006 ua. Su excentricidad es 0,160 y la inclinación orbital 2,997 grados. Emplea 1348,60 días en completar una órbita alrededor del Sol.
Pertenece a la familia de asteroides de (135) Hertha.

## Características físicas
La magnitud absoluta de Akihikotago es 14,21. Tiene 3,750 km de diámetro y su albedo se estima en 0,239. 